# Egberto Batista
Egberto Baptista ComMM é um político brasileiro. Foi secretário do Desenvolvimento Regional do governo Fernando Collor, de 1990 a 1992.

## Biografia
É irmão do ex-senador pelo Amazonas Gilberto Miranda. Em 1991, Egberto foi admitido pelo presidente Fernando Collor à Ordem do Mérito Militar no grau de Comendador especial.